# Bomolocha coatalis
Bomolocha coatalis är en fjärilsart som beskrevs av William Schaus 1904. Bomolocha coatalis ingår i släktet Bomolocha och familjen nattflyn. Inga underarter finns listade i Catalogue of Life.